# 連發式配件槍管下掛式發射器
連發式配件槍管下掛式發射器（英語：Multi-shot Accessory Underbarrel Launcher，簡稱：MAUL）是一款由澳大利亚布里斯班公司金属风暴所研製和生產的超輕型半自動霰彈槍（戰鬥霰彈槍），發射12鉛徑霰彈。
一系列的致命性霰彈：鹿彈和重彈頭，以及非致命性彈藥：鈍物重擊彈、破門彈和易碎彈都預裝在採用碳纖維材料製成的5發“串聯式放置霰彈”式一次性彈藥管內。使用12鉛徑霰彈、重量小於800克（1.76磅）的它被設計成作為一枝戰鬥步槍、例如M4或M16的下掛式模塊武器，但也可以作為一件獨立武器使用。

## 概述
MAUL採用了金屬風暴公司的专利電擊發方式串聯放置彈藥系統，以消除傳統型12鉛徑霰彈武器的相關機械動作，可瞬間發射多發彈藥。使用者可在少於2秒鐘內最多裝填5發霰彈藥筒，重複地發而不需要傳統型槍機的複進循環。當作為主要武器的槍管下掛式霰彈槍使用時，MAUL會被對準到與主要武器的槍械瞄準系統為一致，提供了僅需使用單一瞄準系統的彈藥選擇。
對於軍事行動中來說，下掛式MAUL被設計為擴大突擊武器的任務能力的同時對主要武器的重量和平衡的影響減至最小。MAUL能夠提供即時獲得的破門、非致命性武力，也可作為主要武器出現故障時的一件備用致命性武器。
對於執法行動來說，下掛式MAUL增加了傳統武器系統的非致命性、霰彈槍和破門功能；而如果需要的話，還可裝上可選用的輕量級槍托和手槍握把附件並且作為一枝超輕量級的獨立式12鉛徑霰彈武器。

## 應用
MAUL被設計為於軍事和執法行動之中廣泛使用
- 城市地形軍事行動（英語：Military Operations in Urban Terrain，簡稱：MOUT）
- 破門和房間壓制
- 複雜的安全任務—混合平民和敵方人員
- 執法及邊境安全
- 人群控制任務

## 特點
- 5發式半自動12鉛徑霰彈武器
- 800克（1.76磅）
- 槍管下掛式配件、獨立式槍托或手槍握把配置
- 可使用致命性、非致命性和破門彈藥
- 快速重新裝填—2秒鐘內裝填5發霰彈藥筒
- 無需複進循環操作

## 與常規武器相比的優勢
- 擴展了各個使用者的任務能力
- 能發射一系列致命性、非致命性和破門彈藥，提供了對複雜的任務的廣義化能力
- 對主要武器的重量和平衡性影響可以忽略不計
- 提供於主要武器出現故障時的一件備用致命性武器
- 裝填的彈藥類型可以在2秒鐘內轉換
- 能夠基本上消除可聽見的複進循環動作的噪音
- 能夠基本上消除大部分常規武器上常見的故障點
- 獨立式槍托或手槍握把可供不攜帶突擊步槍的人員使用

## 使用國
- ：截至2010年8月3日，金屬風暴公司已根據懲教署部長托尼·艾莫的合約，以供應500枝獨立式MAUL和50,000發非致命性彈藥給懲教人員使用；[1]截至2011年1月，該合同等待來自政府的批准。

## 流行文化

### 電子遊戲
- 2013年—：型號為獨立式和步槍模塊式：
  - 獨立式命名為「鬥牛犬」，裝有獨立式槍托（連兩條備用槍管／彈藥管）及手槍握把，黑色槍身，載彈量5發（戰役模式）和6發（聯機模式；可使用改裝：延長彈匣增至9發），初始攜彈量為24發（聯機模式）和30發（滅絕模式），最高攜彈量為56發（戰役模式）、60發（聯機模式）和72發（滅絕模式）。戰役模式之中由「聯邦」（Federation）軍隊所使用；聯機模式時可以使用紅點鏡、全息瞄準鏡（英语：EOTech）、消音器、槍口制退器、前握把、重彈頭、延長彈匣；滅絕模式時以2,500點取得，並可以使用射速增加。
  - 步槍模塊式取代前作的Masterkey命名為「霰彈槍」，裝有手槍握把，黑色槍身，載彈量4發，初始攜彈量為4發，最高攜彈量為16發（聯機模式）。能夠下掛在遊戲內所有突击步枪和轻机枪上。
- 2014年—：型號為獨立式，命名為「鬥牛犬」，裝有獨立式槍托（連兩條備用槍管／彈藥管）及手槍握把，黑色槍身，6發（聯機模式時可使用改裝：延長彈匣增至9發）彈藥管，初始攜彈量為18發（聯機模式），最高攜彈量為50發（故事模式和聯機模式）。戰役模式之中由舊金山警察局、朝鲜人民军和反科技恐怖組織KVA所使用；聯機模式時於等級36解鎖，並可以使用紅點鏡、目標增強瞄準鏡、雷射瞄準器、垂直前握把、槍托、快速抽出握把、先進膛線、消音器、抛物线麦克风、延長彈匣。

## 資料來源
1. 1 2  . 雪梨晨鋒報 (Fairfax Media). 3 August 2010  [3 August 2010]. （原始内容存档于2014-07-06）.
2. ↑  . Metal Storm website. Metal Storm Limited.   [3 August 2010]. （原始内容存档于2010-07-24）.
3. ↑  . Marines magazine. 美国海军陆战队. 5 April 2010  [3 May 2010]. （原始内容存档于2014-02-22）.

## 外部連結
- （英文）—The Firearm Blog—
  - Metal Storm MAUL 12 guage launcher （页面存档备份，存于）
  - Semi-Auto Shotgun Pistol: MAUL = AWESOME （页面存档备份，存于）
- （英文）—Tactical-Life.com—MAUL ’Em! （页面存档备份，存于）